# Yemenia
Yemenia – Yemen Airways (arabisch الخطوط الجوية اليمنية al-Chuṭūṭ al-dschawwiyya al-yamaniyya) ist die nationale Fluggesellschaft des Jemen mit Sitz in Sanaa und Basis auf dem Flughafen Sanaa. Sie ist Mitglied der Arab Air Carriers Organization.

## Geschichte

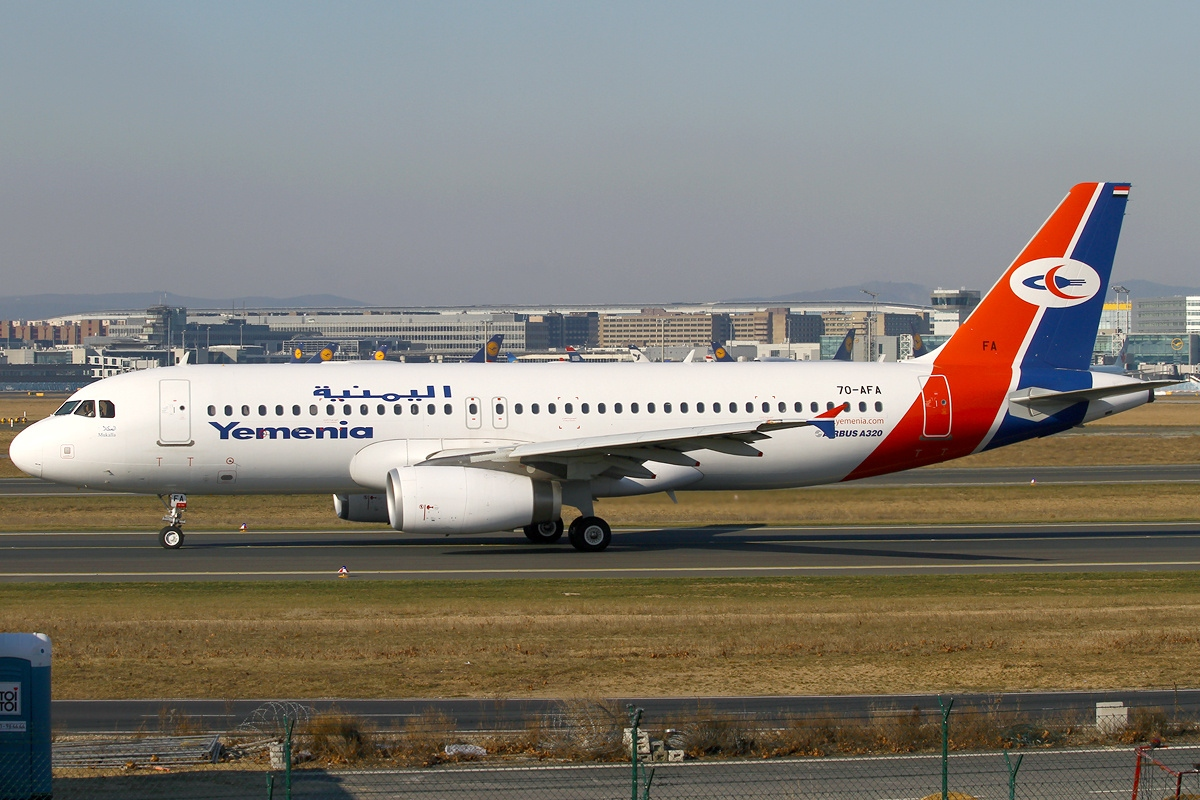
Airbus A320-200 der Yemenia

Eine erste jemenitische Fluggesellschaft wurde in den späten 1940er Jahren für den damaligen König Ahmad ibn Yahya gegründet. Daraus wurde am 4. August 1961 die heutige Gesellschaft als Yemen Airlines konstituiert, sie begann 1962 mit dem Flugbetrieb. Nach einer Reorganisation wurde sie in Yemen Airways umbenannt und zur nationalen Fluggesellschaft erhoben. Am 1. Juli 1978 wurde daraus eine gemeinsame Gesellschaft der Jemenitisch Arabischen Republik (heute Republik Jemen) und Saudi-Arabiens.
Die vormals südjemenitische Fluggesellschaft Alyemda mit Sitz in Aden ging im Februar 1996 in der Yemenia auf. Yemenia gehört heute zu 51 % der Republik Jemen und zu 49 % Saudi-Arabien. Seit dem 26. Oktober 2008 werden alle Inlandsflüge durch Felix Airways durchgeführt.
Der Flugbetrieb wurde Ende März 2015 wegen der Unruhen rund um die Operation Sturm der Entschlossenheit bis auf weiteres eingestellt und im Mai 2015 mit einem verkleinerten Streckennetz wieder aufgenommen. Die drei A330-200 wurden im Juli 2011 bzw. Juni 2015 an die Leasinggeber zurückgegeben.

## Flugziele
Im Linienverkehr werden internationale Ziele in Afrika, dem Nahen Osten, Europa und Asien angeflogen.
Im deutschsprachigen Raum wird Frankfurt bedient. Die Verbindung wurde zwischen dem 1. und 13. November 2010 unterbrochen.

## Flotte

### Aktuelle Flotte
Durch Beschlagnahme einiger Maschinen durch die Huthi wurde Yemenia in eine Nord- und Südfraktion geteilt. Am 28. Mai 2025 wurde auf dem von den Huthi kontrollierten Flughafen Sanaa das letzte betriebsfähige Flugzeug der „Nord“-Yemenia bei einem israelischen Luftangriff zerstört. Israel begründete den Angriff als Vergeltung für den Raketenangriff der Huthi-Miliz auf den Flughafen Tel Aviv-Ben Gurion.
Die „Süd“-Yemenia besitzt drei Airbus A320 (Kennzeichen 7O-AFB, 7O-AFD und 7O-AFG), die regelmäßig von Aden aus im Einsatz sind.
Zuletzt bestand (mit Stand Mai 2025) die Flotte der Yemenia aus drei Flugzeugen:

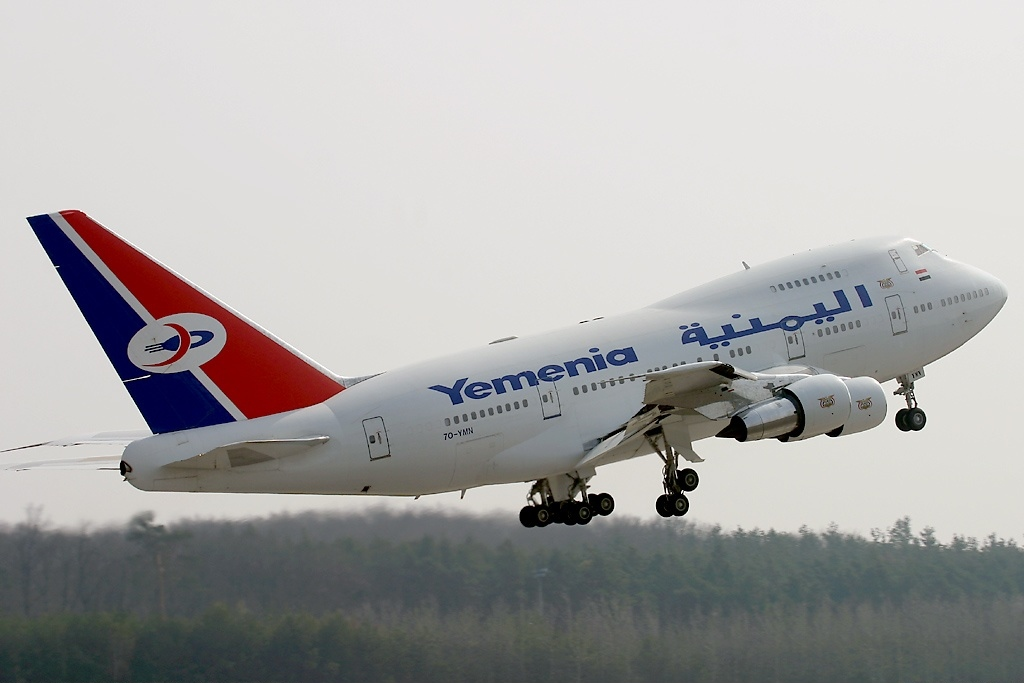
Boeing 747-SP der Yemenia, Frankfurt 2004

| Flugzeugtyp     | aktiv | bestellt | Anmerkungen                                           | Sitzplätze (Business/Economy) | Durchschnittsalter |
| --------------- | ----- | -------- | ----------------------------------------------------- | ----------------------------- | ------------------ |
| Airbus A320-200 | 3     |          | zwei Maschinen 2011 fabrikneu an Yemenia ausgeliefert | 150 (12/138)                  | 14,2 Jahre         |
| Airbus A320neo  |       | 4        |                                                       | - offen -                     |                    |
| Airbus A350-900 |       | 4        |                                                       | - offen -                     |                    |
| Gesamt          | 3     | 8        |                                                       |                               | 14,2 Jahre         |

### Ehemalige Flugzeugtypen
- Drei ehemalige de Havilland Canada DHC-8-200 der Yemenia werden oder wurden von einer jemenitisch-sudanesischen Gemeinschaftsgesellschaft namens Blue Bird Aviation betrieben, deren Status aber zweifelhaft ist.[16]
- Airbus A310-300

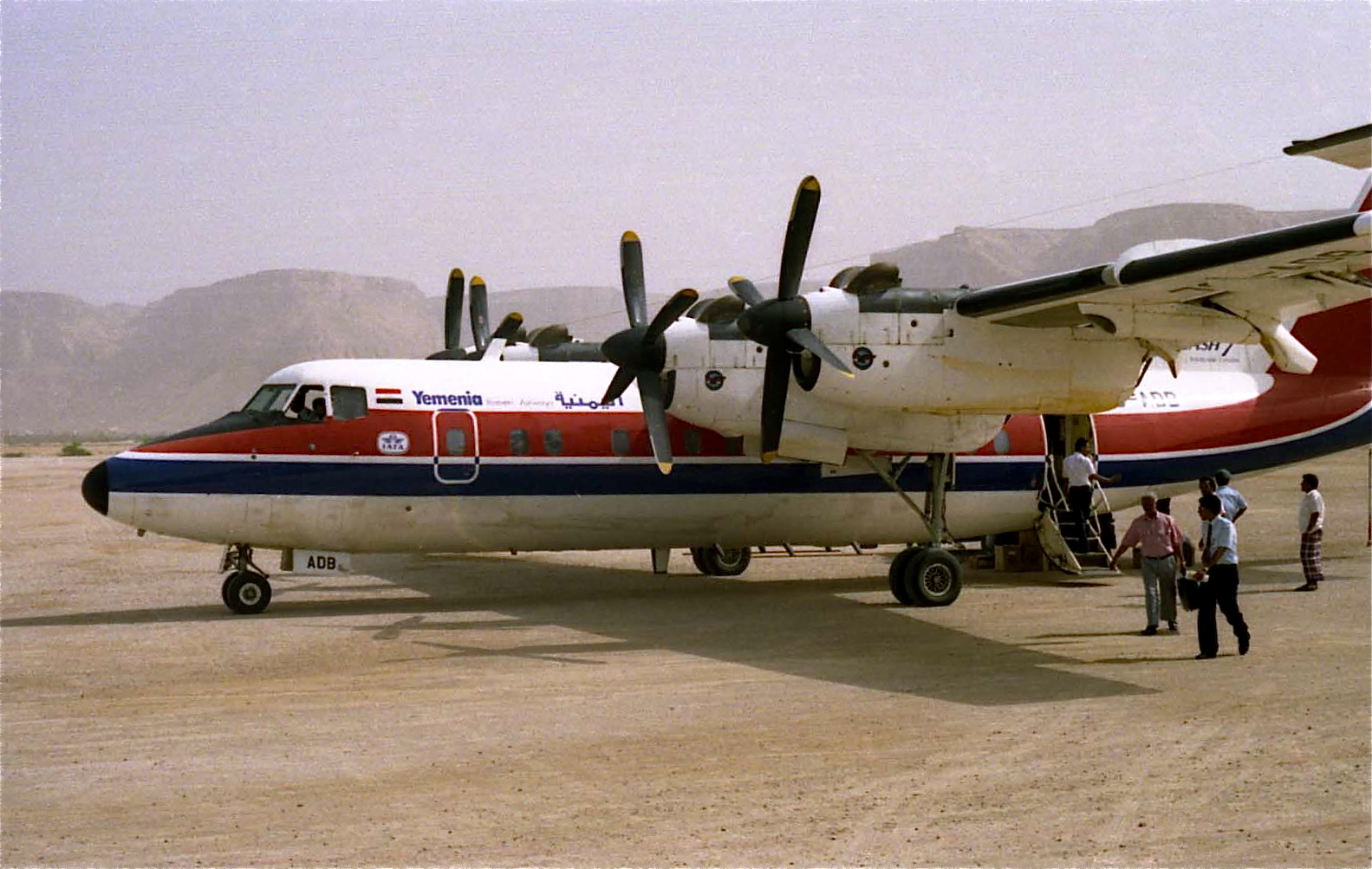
de Havilland Canada DHC-7 der Yemenia

In der Vergangenheit betrieb Yemenia unter anderem auch folgende Flugzeugtypen:
- Airbus A330-200
- Boeing 727-200
- Boeing 737-200
- Boeing 737-800
- Boeing 747-SP (betrieben für die jemenitische Regierung)
- de Havilland Canada DHC-6 Twin Otter
- de Havilland Canada DHC-7
- Douglas DC-3/C-47
- Iljuschin Il-76

## Zwischenfälle
Yemen Airlines/Yemen Airways und Yemenia verzeichneten in ihrer Geschichte 13 Totalverluste von Flugzeugen, davon fünf mit 170 Todesopfern: Vollständige Liste:
- Am 3. November 1958 flog eine Douglas DC-3/C-47-DL der Yemen Airlines (Luftfahrzeugkennzeichen YE-AAB) bei Poggiodomo (Italien) in 820 Metern Höher in die Westflanke des Berges Monte Porretta. Die Maschine war auf dem Weg vom Flughafen Rom-Ciampino nach Belgrad. Alle 8 Insassen, die vier Besatzungsmitglieder und vier Passagiere, wurden getötet.[21]

- Am 19. März 1969 stürzte eine Douglas DC-3/C-47A der Yemen Airlines (4W-AAS) kurz nach dem Start vom Flughafen Taʿizz (Nordjemen) ab. In etwa 200 Metern Höhe ging die Maschine in einen Sturzflug über, schlug auf dem Boden auf und explodierte. Bei der vorausgegangenen Reparatur war das Trimmruder der Höhenruder-Trimmung verkehrt herum angeschlossen worden, wodurch es zum Kontrollverlust kam. Alle 4 Besatzungsmitglieder, die einzigen Insassen, wurden getötet.[22]

- Am 16. September 1971 stürzte eine Douglas DC-3/C-47A-20-DL der Yemen Airlines (4W-ABI) in der Nähe von Preševo (Jugoslawien) ab. Die Maschine war in Belgrad gestartet und in Vereisungsbedingungen geraten. Alle 5 Insassen, zwei Besatzungsmitglieder und drei Passagiere, kamen ums Leben.[23]

- Am 1. November 1972 wurde eine Douglas DC-3 der Yemen Airlines (4W-ABJ) am Flughafen von Beihan (Nordjemen) irreparabel beschädigt. Über Personenschäden ist nichts bekannt.[24]

- Am 13. Dezember 1973 wurde eine Douglas DC-3/C-47A-20-DK der Yemen Airlines (4W-ABR) auf dem Flughafen Taʿizz (Nordjemen) irreparabel beschädigt. Nähere Einzelheiten, auch über Personenschäden, sind nicht bekannt.[25]

- Am 14. November 1978 wurde eine Douglas DC-3/C-47A-20-DK der Yemen Airlines (4W-ABY) bei einer harten Landung auf dem Flugplatz von Ma'rib (Nordjemen) irreparabel beschädigt. Alle Insassen überlebten.[26]

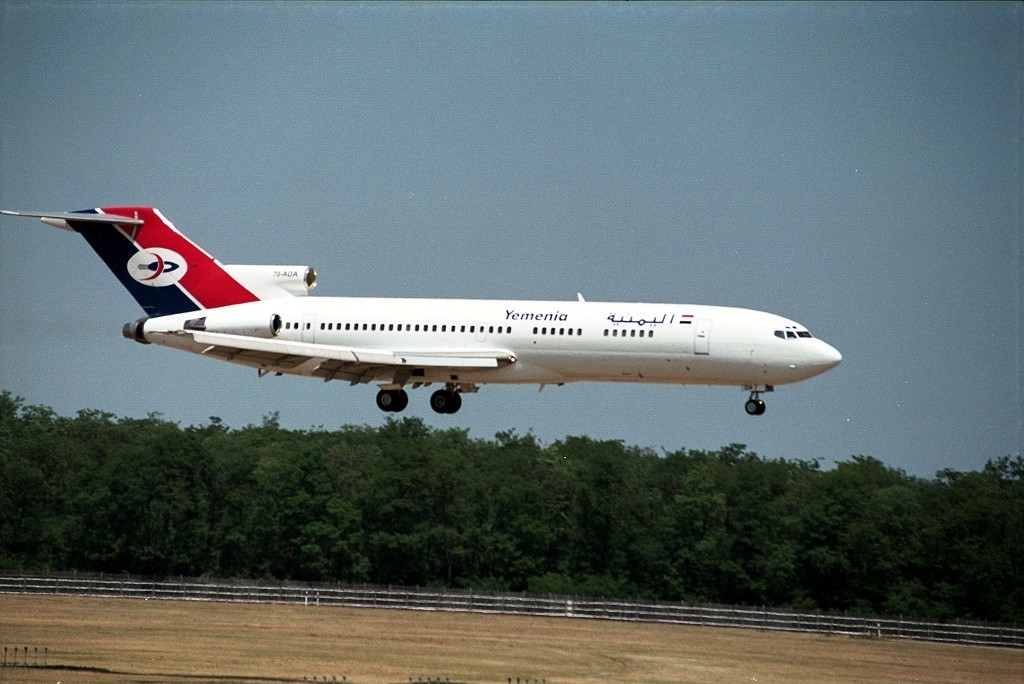
Boeing 727-200 der Yemenia, baugleich mit der 2001 verunglückten

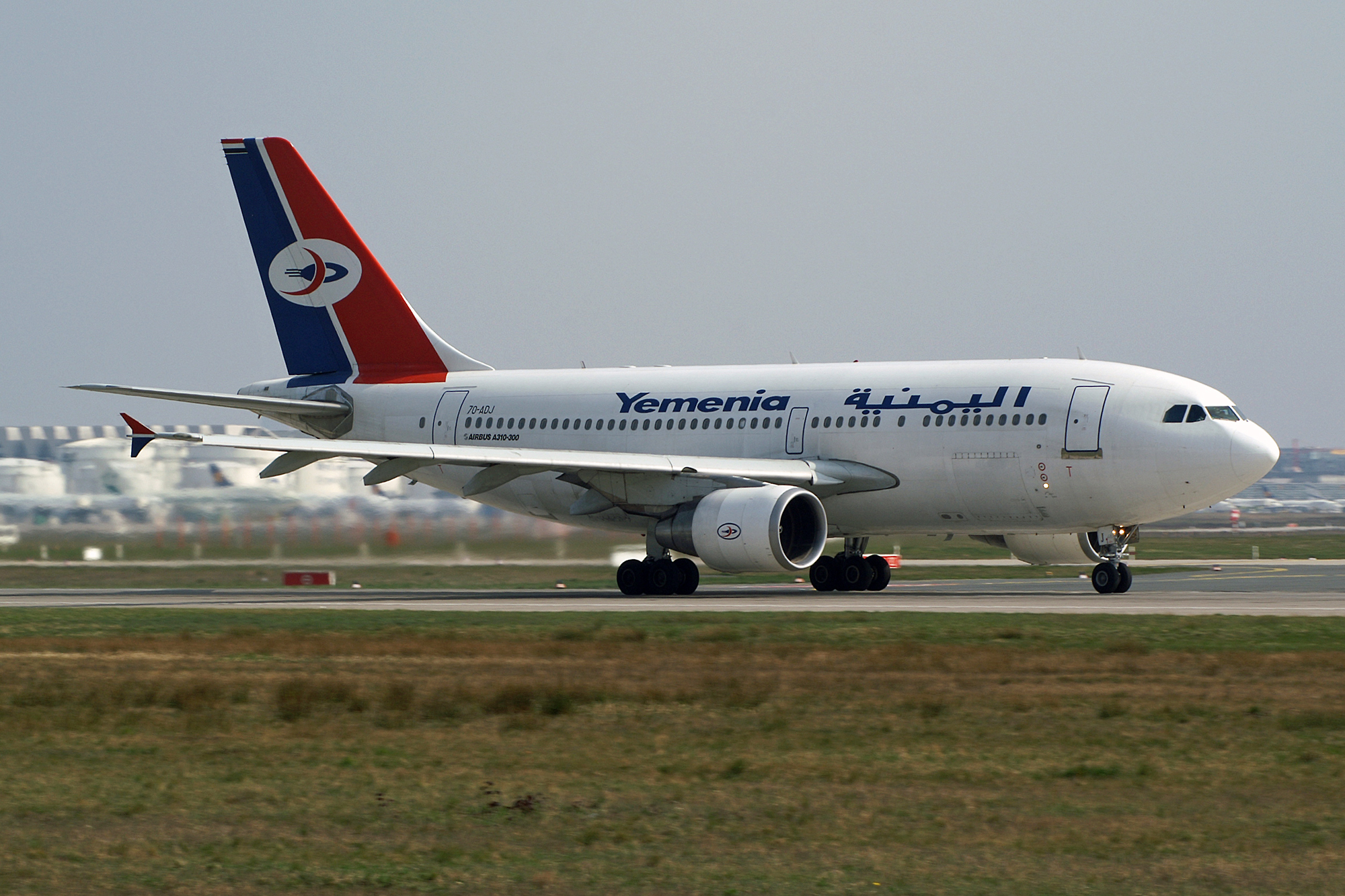
Der 2009 verunglückte Airbus A310-300 7O-ADJ der Yemenia

- Am 26. Juni 2000 verließ eine Boeing 737-200 der Yemenia (7O-ACQ) bei der Landung auf dem Flughafen Khartum seitlich die Landebahn und wurde irreparabel beschädigt. Alle Insassen überlebten die Bruchlandung.[27]

- Am 1. August 2001 überrollte eine Boeing 727-200 der Yemenia (7O-ACW) bei der Landung auf dem Flughafen Asmara in Eritrea das Ende der nassen, 3000 m langen Landebahn und kollidierte mit einem großen Betonklotz. Dabei wurde die Maschine zum wirtschaftlichen Totalschaden. Alle 111 Insassen überlebten.[28]

- Am 23. Juni 2007 wurde eine de Havilland Canada DHC-6 Twin Otter 300 der Yemenia (7O-ADK) nach der Landung auf dem Flugplatz An Naeem irreparabel beschädigt, als ein Sicherheitsbeamter mit einer automatischen Waffe das Feuer auf die Maschine eröffnete. Sechs Insassen wurden dabei verletzt, ein Passagier starb.[29]

- Am 30. Juni 2009 stürzte ein Airbus A310-324 der Yemenia (7O-ADJ) mit 153 Menschen an Bord in den Indischen Ozean. Während des Landeanflugs auf den Flughafen Moroni-Hahaya (Komoren) kam es zu einem Strömungsabriss, wobei die Maschine rund 15 Kilometer vor der Hauptinsel Grande Comore ins Meer stürzte. Es gab eine Überlebende (siehe Yemenia-Flug 626).[30][31]

- Am 6. Mai 2025 wurden der letzte Airbus A330-200 (7O-AFE), sowie zwei Airbus A320-200 (7O-AFA und 7O-AFC) bei einem Luftangriff der Israelischen Luftwaffe auf den Flughafen Sanaa zerstört, der einem vorausgehenden Raketenangriff der jemenitischen Huthis auf den Flughafen Ben Gurion in Tel Aviv folgte.[32][33]

- Am 28. Mai wurde bei vier israelischen Angriffen mit Flugzeugen auf den internationalen Flughafen in Jemens Hauptstadt das letzte Passagierflugzeug der „Nord“-Yemeina, das unter Huthi-Kontrolle flog, der Airbus A320 (7O-AFF) zerstört. Noch am 27. Mai hatte die Maschine rund 300 Pilger zur Wallfahrt Haddsch nach Saudi-Arabien gebracht.[34]